# Радванкув-Крулевський
Радванкув-Крулевський (пол. Radwanków Królewski) — село в Польщі, у гміні Собене-Єзьори Отвоцького повіту Мазовецького воєводства.
Населення — 50 осіб (2011).
У 1975-1998 роках село належало до Седлецького воєводства.

## Демографія
Демографічна структура станом на 31 березня 2011 року:
|          | Загалом | Допрацездатний вік | Працездатний вік | Постпрацездатний вік |
| -------- | ------- | ------------------ | ---------------- | -------------------- |
| Чоловіки | 22      | 4                  | 15               | 3                    |
| Жінки    | 28      | 1                  | 19               | 8                    |
| Разом    | 50      | 5                  | 34               | 11                   |